# Guzmania circinnata
Guzmania circinnata är en gräsväxtart som beskrevs av Werner Rauh. Guzmania circinnata ingår i släktet Guzmania och familjen Bromeliaceae. Inga underarter finns listade i Catalogue of Life.